# 자원병
자원병 (自願兵, Military volunteer)이란 정규 군대 등에 스스로 자원하여 입대한 병사를 의미한다.
의용병들도 넓은 의미에서 자원병의 개념에 포함한다고 볼 수 있다.

## 같이 보기
- 학도의용군
- 의병
- 민병